# Société à 2000 watts
La société à 2 000 watts est un projet de l'École polytechnique fédérale de Zurich. Actuellement, en Suisse (et en Occident plus généralement), la puissance consommée par personne équivaut à une moyenne de 6 000 watts. L'idée de la société à 2 000 watts est de diviser ces besoins par trois.

## Modèle
La société à 2 000 watts est un modèle de politique énergétique qui a été développé au début des années 1990 à l’École polytechnique fédérale de Zurich (Suisse) dans le cadre du programme Novatlantis. Aux vues des signes croissants du changement climatique, la question se posait de la mise en œuvre d’un approvisionnement énergétique durable et équitable. Actuellement, en Occident, chaque personne consomme une puissance continue de 6 000 watts en moyenne, comptabilisée à partir de l’énergie primaire (toutes formes d'énergie confondues).
L'objectif de 2 000 watts, exprimé en puissance constante, correspond à la consommation moyenne, mondiale et annuelle de 1990, soit 17 520 kWh (kilowattheures) par personne. Cela est équivalent à 2 000 joules par seconde ou 48 kWh par jour, ou encore à 1 700 litres de mazout ou d’essence par an et par personne.
En 2011, la consommation énergétique mondiale moyenne se situe autour de 2 500 watts. Néanmoins, les différences entre les pays sont considérables. Alors qu’elle n'est que de quelques centaines de watts dans les pays en voie de développement, les pays industrialisés présentent des consommations énergétiques six à sept fois plus importantes. Le modèle de la société à 2 000 watts incite à une répartition équitable à l’échelle globale des consommations d’énergie.
Le modèle de consommation énergétique durable a pour objectif de réduire les émissions annuelles des gaz à effet de serre (GES) (principalement le dioxyde de carbone). D’après ce modèle, seuls 500 watts par personne devraient être générés à partir d’énergies fossiles et les 1 500 watts supplémentaires devraient être issus d’énergies renouvelables. Une société à 2 000 watts est techniquement possible tout en maintenant notre mode de vie actuel. Si le mix énergétique était modifié au profit d’énergies renouvelables, les consommations seraient tout à fait acceptables du point de vue écologique.

## Mise en œuvre
Les objectifs d’une société à 2 000 watts seraient atteints, dans la mesure où, sur la base d’un mode de vie moderne, les rendements énergétiques seraient améliorés. Les consommations énergétiques diminuant, les agents énergétiques fossiles sont remplacés par des agents renouvelables. Ceci est réalisé en adoptant des solutions techniques innovantes, des concepts de gestion et des innovations sociales,. Les projets tels que Minergie P ou habitat passif représentent des exemples-types de poursuite des objectifs de la société à 2 000 watts. Un des aspects principaux de la société à 2 000 watts est d’instaurer la notion de sobriété énergétique, liée à des consommations énergétiques suffisantes (sobriété économique). Le monde disposant de ressources limitées, une augmentation continue des besoins énergétiques n’est pas envisageable. À partir d’un certain niveau, plus d’énergie n’implique pas forcément une meilleure qualité de vie,.

## Critiques du modèle
La faisabilité de la société à 2 000 watts est remise en question par certains experts se référant à l’énergie grise issue des importations de produits ainsi qu’à l’effet rebond. Une alternative envisageable pourrait être de considérer des besoins en énergie plus importants que ceux prévus dans le modèle 2 000 watts avec un approvisionnement énergétique privilégiant davantage les énergies renouvelables. À noter qu’à l’avenir la relation entre l’efficacité énergétique (économies d'énergie) et l’énergie renouvelable produite (durabilité) sera en grande partie déterminée par le marché.

## Par pays

### Suisse

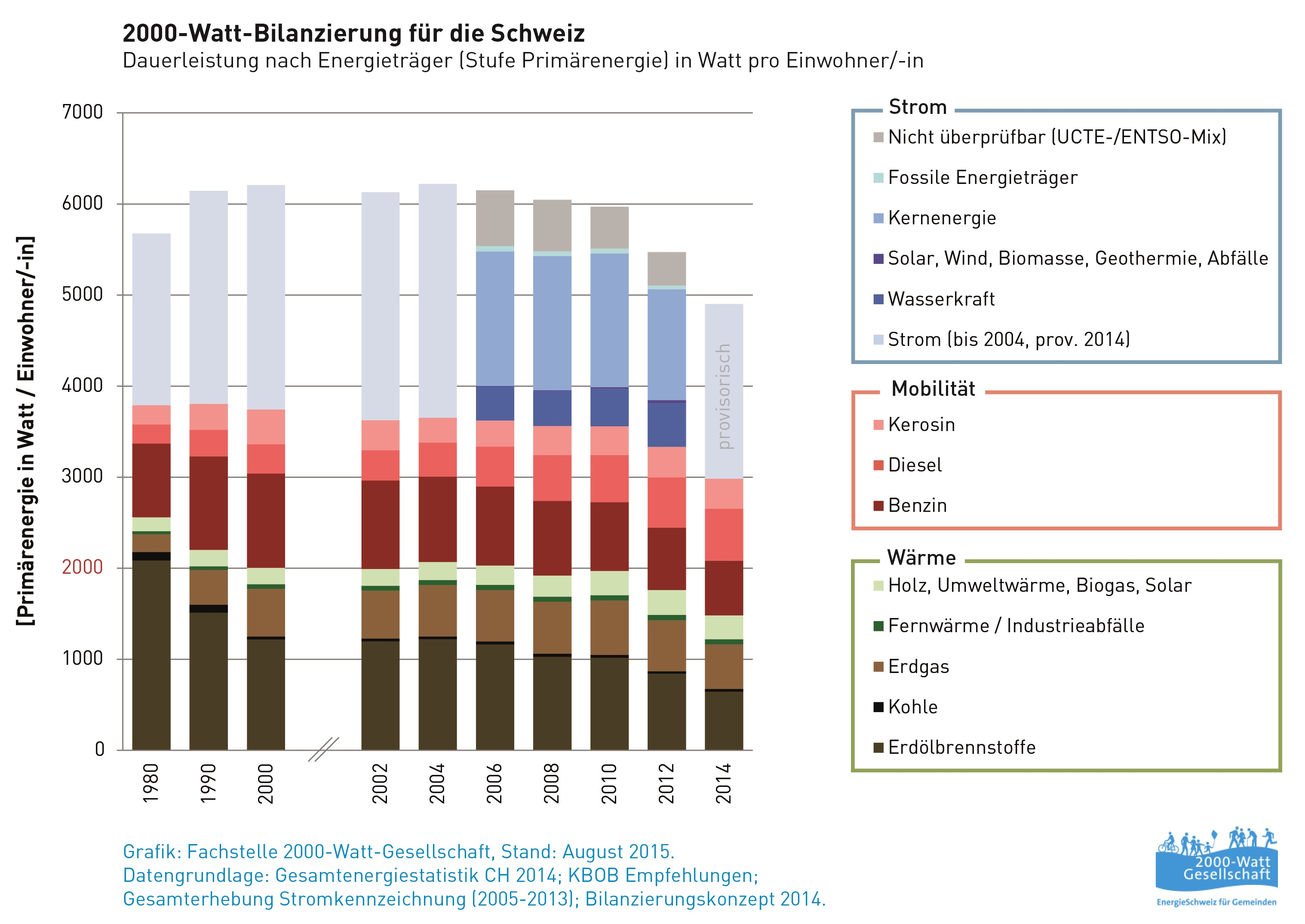
Énergie primaire consommée en Suisse, en watts par habitant.

La Suisse présente actuellement une puissance constante d’environ 5 000 watts par habitant,. Il faudrait retourner dans les années 1950 pour connaître des consommations équivalentes à 2 000 watts. D’après les spécialistes de l’EPFZ, il est possible à moyen terme et sans perte de confort d’atteindre à nouveau cette valeur. Ceci est réalisable principalement par le biais d’une augmentation de l’efficacité des bâtiments, des appareils et des véhicules, mais également par le développement de nouvelles technologies. Un élan politique est bien sûr nécessaire pour initier un tel développement.
En Suisse de nombreux cantons et communes se sont engagés sur la voie de la société à 2 000 watts et ont entrepris des mesures concrètes. La vision de la société à 2 000 watts devrait devenir réalité en 2100, et certains envisagent sa mise en œuvre d’ici à 2050.
Le modèle de la société à 2 000 watts fait à ce jour partie intégrante du programme SuisseEnergie pour les communes et du label Cité de l'énergie. Avec la voie SIA vers l’efficacité énergétique, les objectifs de la société à 2 000 watts ont été repris pour le secteur du bâtiment. Pour les sites, il existe la possibilité d’une certification « Sites à 2 000 watts ».

#### Zurich
En tant que pionniers, les citoyens de la ville de Zurich ont approuvé à 76 % (dans le cadre du référendum du 30 novembre 2008) une modification du règlement communal, visant à la mise en œuvre de la société à 2 000 watts d'ici à 2050,.
| Année              | Dépense énergétique | Émission de CO2   |
| ------------------ | ------------------- | ----------------- |
| 2000               | 5 200 watts         | 6,5 tonnes de CO2 |
| 2008               | 4 300 watts         | 5,0 tonnes de CO2 |
| 2018               | 3 600 watts         | 4,8 tonnes de CO2 |
| Moyenne suisse     | 4 800 watts         | 6,6 tonnes de CO2 |
| Objectif pour 2050 | 2 000 watts         | 1 tonne de CO2    |

Un outil central pour atteindre l'objectif de la Société à 2000 watts est la sobriété. La ville de Zurich promeut la sobriété en en faisant un principe directeur intégré aux politiques de la ville ainsi qu'en communiquant avec la population, notamment avec des slogans tels que : « Simplement vivre mieux », « Abondance de temps plutôt que de biens », « La qualité par la modération », « Optimum au lieu de maximum » et « Moins, c'est plus ».

### Allemagne
En Allemagne, l’association faîtière de politique environnementale Deutscher Naturschutzring (DNR) a présenté en mai 2011 un plan de mise en œuvre d’un système énergétique permettant d’atteindre en six points les objectifs de la société à 2 000 watts.
En avril 2011, la ville de Radolfzell a décidé d’accéder à la société à 2 000 watts d’ici à 2050. Entre-temps, ce sont dix communes aux abords du lac de Constance qui ont également entrepris cette démarche. Quatre d’entre elles se situent en Allemagne. La ville de Walldorf s’est aussi fixé cet objectif.